# Franz Stampfl
Franz Ferdinand Leopold Stampfl MBE (18. listopadu 1913 Vídeň – 19. března 1995 Melbourne) byl jedním z předních světových trenérů atletiky. Prosazoval vědecky podloženou tréninkovou metodu, zvanou intervalový trénink, oblíbenou zejména při tréninku sprintu a středně dlouhých tratí. Stál u olympijských medailí sportovců jako Chris Brasher nebo Ralph Doubell a u překonání pověstné 4 minutové hranice v běhu na 1 míli. 

## Mládí
Stampfl se narodil ve Vídni. Studoval zde psaní a kreslení. Po škole navštěvoval vídeňskou akademii umění Kunstgewerbeschule a věnoval se i lyžování a hodu oštěpem. 

## Intervalový trénink
Stampfl velmi prosazoval intervalový trénink. Při tomto druhu tréninku střídá atlet intenzivní nasazení s krátkými odpočinkovými fázemi. Příkladem může být 12 opakování sprintu na 400 m s 200 m vyklusáváním mezi sprinty.
Stampflovým velkým rivalem byl Percy Cerutty, trenér například Herba Elliotta, šampióna na středně dlouhých tratích. Stampflovy metody se považují za vědecky podložené, zatímco Ceruttyův přístup je označován jako historicko-přírodní (směs stoické a spartské filozofie).